# Kanton La Chartre-sur-le-Loir
Kanton Chartre-sur-le-Loir is een voormalig kanton van het Franse departement Sarthe. Kanton Chartre-sur-le-Loir maakte deel uit van het arrondissement La Flèche en telde 6838 inwoners (1999). Het werd opgeheven bij decreet van 24 februari 2014 met uitwerking op 22 maart 2015. Alle gemeenten werden toegevoegd aan het kanton Château-du-Loir.

## Gemeenten
Het kanton La Chartre-sur-le-Loir omvatte de volgende gemeenten:
- Beaumont-sur-Dême
- Chahaignes
- La Chapelle-Gaugain
- La Chartre-sur-le-Loir (hoofdplaats)
- Lavenay
- Lhomme
- Marçon
- Poncé-sur-le-Loir
- Ruillé-sur-Loir